# هيرمان إيلتس
هيرمان فريدريك إيلتس (بالإنجليزية: Hermann Eilts)‏ (23 مارس 1922 - 12 أكتوبر 2006) كان موظفًا دبلوماسيًا في وزارة الخارجية الأمريكية ودبلوماسيًا. وقد عمل سفيراً للولايات المتحدة في المملكة العربية السعودية ومصر، وساعد في جهود الدبلوماسية لهنري كيسنجر في الشرق الأوسط، وعمل مع الرئيس المصري أنور السادات في جميع أنحاء اتفاقات كامب ديفيد.

## حياته
وُلد إيلتس في فايسنفلس بألمانيا، وهاجر إلى الولايات المتحدة عندما كان طفل، وأصبح مواطن في سن الثامنة عام 1930. نشأ وترعرع في سكرانتون بولاية بنسلفانيا وتخرج من كلية أورسينوس في عام 1943. خدم في فيلق الاستخبارات العسكرية خلال الحرب العالمية الثانية.

## مسيرته الدبلوماسية
بعد تخرجه بدرجة الماجستير من كلية جونز هوبكنز للدراسات الدولية المتقدمة في عام 1947، التحق إيلتس بالخدمة الخارجية وعمل كدبلوماسي لمدة 32 عامًا. خدم لأول مرة في المملكة العربية السعودية عندما علمت المملكة للتو ضخ النفط للسوق الدولية وبعد ذلك كان سفيرا للولايات المتحدة هناك خلال حرب الأيام الستة العربية الإسرائيلية عام 1967. كان إيلتس واحدًا من بين عدد قليل فقط من الدبلوماسيين العرب في وزارة الخارجية الذين لم يدافعوا عن سياسة مؤيدة للعرب في الفترة التي سبقت ذلك الصراع، حيث كتب برقيات تقول إن آراء الدبلوماسيين الآخرين فيما يتعلق بردود معادية على مخطط (تم إحباطها لاحقًا) لقد تم المبالغة في تقدير الأسطول الغربي لإعادة فتح مضيق تيران أمام السفن الإسرائيلية لأن الدول العربية كانت تفتقر إلى المعدات اللازمة لمواجهة مثل هذه الخطوة، وأن إجبار المصريين على التراجع هنا من شأنه أن يقلل من خطر الحرب المفتوحة. تم تعيينه سفيرا للولايات المتحدة في مصر في 28 فبراير 1974. ساعد وزير الخارجية السابق هنري كيسنجر خلال الفترة من 1974 إلى 1974، وأصبح قريبًا من الرئيس المصري أنور السادات أثناء المفاوضات المتوترة مع إسرائيل في عامي 1977 و1978. كسفير في مصر «اعتبره زملاؤه الأمريكيون والأقران المصريون والسادات بأنه دبلوماسيًا موهوبًا بشكل غير عادي».
يبدو أن التحالف، فضلا عن مكانته باعتباره الأمريكية الرائدة في المنطقة، دفعت الليبي معمر القذافي لإرسال فرق الموت إلى القاهرة بحثا عن ايلتس. اكتشفت وكالات الاستخبارات الأمريكية هذه المؤامرة، وحذر الرئيس جيمي كارتر القذافي على الفور من أنه سيتحمل المسؤولية إذا تعرض السيد إيلتس للأذى.

## المسيرة الأكاديمية
بعد تقاعده من الخدمة الخارجية، التحق بكلية جامعة بوسطن. في عام 1982 أسس مركز العلاقات الدولية (CIR) في جامعة بوسطن، والذي أصبح قسم العلاقات الدولية في عام 1988 مع أمب. وإيلتس كرئيس مؤسس لها. في وقت لاحق، كان هذا هو جوهر مدرسة الشؤون الدولية الجديدة بجامعة بوسطن، كلية فريدريك إس باردي للدراسات العالمية، في عام 2014. في عام 1993 أصبح أستاذ فخري في جامعة بوسطن. توفي إيلتس عن عمر يناهز 84 عامًا بسبب مضاعفات مرض القلب في منزله في ويلسلي، ماساتشوستس في 12 أكتوبر 2006.

## التسلسل الزمني لخدمته
| موضع                     | البلد أو المنظمة المضيفة         | عام       |
| ------------------------ | -------------------------------- | --------- |
| وزارة الخارجية الأمريكية | الرياض، المملكة العربية السعودية | 1947-1949 |
| وزارة الخارجية الأمريكية |                                  | 1949-1964 |
| وزارة الخارجية الأمريكية | طرابلس، ليبيا                    | 1964-1965 |
| سفير الولايات المتحدة    | الرياض، المملكة العربية السعودية | 1965-1970 |
| سفير الولايات المتحدة    | دكا، بنغلاديش                    | 1972-1973 |
| سفير الولايات المتحدة    | القاهرة، مصر                     | 1974-1979 |

## العضويات والجوائز والانتماءات
- مجلس أمناء الجامعة الأمريكية بالقاهرة
- الأكاديمية الأمريكية للدبلوماسية (عضو مستأجر)
- القلب الأرجواني والنجمة البرونزية المتلقي
- مركز جامعة بوسطن للعلاقات الدولية (مؤسس ومدير)

## روابط خارجية
- Eilts مرات الظهور على سي-سبان